# Ібряєво (Червоногвардійський район)
Ібря́єво (рос. Ибряево) — село у складі Червоногвардійського району Оренбурзької області, Росія.

## Населення
Населення — 307 осіб (2010; 362 у 2002).
Національний склад (станом на 2002 рік):
- татари — 92 %